# 東港鎮海宮
22°27′42″N 120°26′32″E / 22.461728°N 120.442218°E
東港鎮海宮，又稱崙仔頂鎮海宮，是位於臺灣屏東縣東港鎮鎮海里的王爺廟，為東港七角頭廟之一。

## 沿革
閩南移民於台灣清治時期於現在的鎮海里建立，今址為東港鎮鎮海路42-5號。所在地古稱為「崙仔頂」，為易淹水的臨海地，建築多為茅草屋。廟又稱為「崙仔頂鎮海宮」，與頂頭角東隆壇、頂中街進水宮、下中街朝隆宮、安海街福安宮、下頭角東福殿、埔仔角鎮靈宮合稱「七角頭廟」，是七座廟宇中最靠近海的一座。
鎮海宮早期為簡陋竹搭屋，遇逢颱風就需將整座廟和相關神龕搬至安全之地，直到1956年地方仕紳郭合德發起建廟。1984年重建，經過八年陸續修建，於1992年舉行安龕儀式。中殿上方採用水滸一百零八將為主題的的環立斗拱，為中國大陸師傅雕刻。東港雕刻師製作獨特的波浪型神龕、木雕龍柱、櫸木精雕壁嵌等。匾額「威鎮海疆」為書法家黃天素所書，其他梁柱對聯書法也多為台灣名家之作。1998年2月25日晚上6時20分許，一名身分不明男子持開山刀闖入殿中，並在中殿神龕上潑灑汽油點火，廟宇毀於火災。
燒毀後僅存門神，為蔡明海的作品。
重建的廟宇是由洪全瑞所設計，將東港漁村文化融入其中。1999年底重建完工，為防大火，宮前的水池刻意設計直通消防水管。洪全瑞還設計一座不同於傳統造型、以石獅做造型的金爐，由中國大陸石雕師傅採用廿七塊質佳的青斗石建成，防燒金紙時驟增的高溫還內隔鑄鐵。廟宇建築融入許多海港元素，如廟埕階梯上有座石頭山及海龍雕刻的水池、波浪造形的神龕，藻井則上掛著各種魚、蝦、貝、蟹等。由東港鎮三位木雕師重雕七王爺、劍印王爺、土地公等兩公尺高巨大神像。整體重建斥資約新台幣一億六千萬元重建。其中七十公分高、四十公分寬的求籤筒用紅櫸木為材，鑿刻出花鳥纏繞，據雕刻師傅表示一對籤筒要六十萬元。

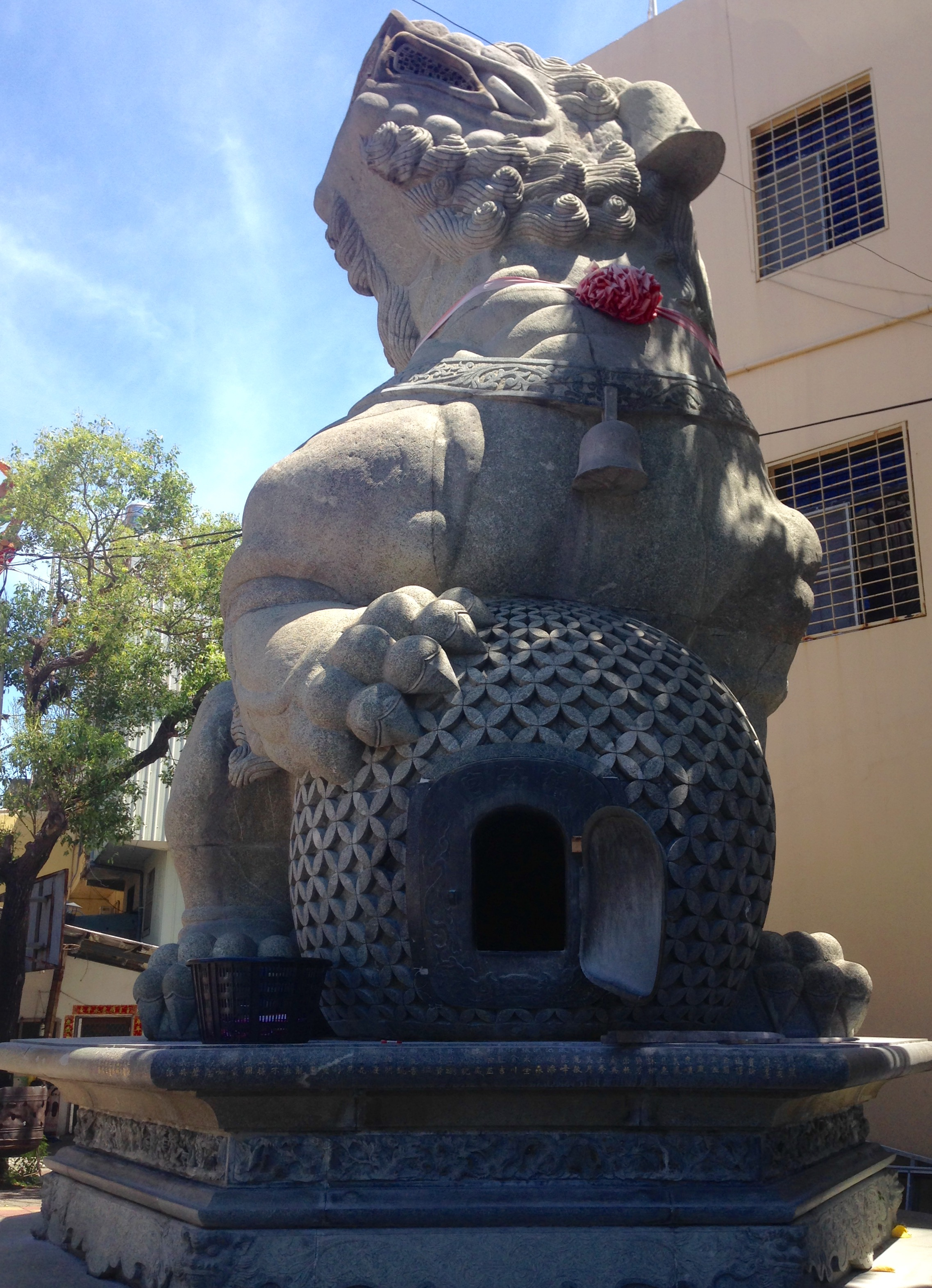
石獅金爐

## 水池
廟門口前方2層樓高的階梯上有一座造景的許願池，蓄水達20噸。水源取自地下水，略具鹹性，使不易長出藻類。廟方在池內養有象魚、銀帶魚、烏鯊、虎頭鯊等觀賞魚。洪全瑞表示說不少信徒在家養觀賞魚，魚兒生病時，就拿來丟到池內，就慢慢恢復健康。水池也被民眾偷偷做烏龜的放生池，造成廟方困擾。
水池曾有一隻長約兩公尺長的象魚，是一家水族館歇業後留下，先是養在鰻魚池，廟宇完竣後才移到廟前水池裡，共在池中活了19年。廟方開放網友為牠取了名號「海公公」，為牠製作號稱全台第一張象魚專屬身分證，吸引許多人從全台各地來看。不過2010年報導時，廟祝洪全壽表示過年前，象魚為了追吃虱目魚而卡進石縫而意外死亡，使慕名來看象魚的民眾失望離去。於是洪全瑞再從魚缸重新飼養象魚，等體型夠大後再放入水池內。
水池也曾飼養價值約十萬元的紅龍魚，但2016年遭竊死亡。

## 祭祀
鎮海宮主祀蘇府七代巡，為上蒼玉皇上帝欽點代天巡狩、巡按七省（因此別號七王爺），恩加二甲進士。與東港鎮內沿海的廟宇一樣，鎮海宮在鬼月也一樣不關廟門，這是與台灣其他縣市不一樣的鬼月習俗。
崙仔頂與頂頭角、頂中街、下中街、安海街、下頭角、小琉球（1952年後由埔仔角代替）的七座莊落，為東港迎王平安祭典的七個轎班（抬轎遶境團隊），被稱為「七角頭」。該廟身為崙仔頂的角頭廟，也參與三年一次的迎王平安祭典。